# Ian Voigt
Ian Voigt (teilweise Ian Voight) ist ein englischer Tonmeister.

## Karriere
Voigt begann seine Karriere 1980 mit dem Kurzfilm Vatanen Touch. Ab 1986 war er an über 80 Filmen, Fernsehserien und Kurzfilmen als Tonmeister beteiligt. Eine längere Arbeitsbeziehung verband ihn mit Regisseur John Moore, mit der er Im Fadenkreuz – Allein gegen alle, Der Flug des Phoenix, Das Omen und Stirb langsam – Ein guter Tag zum Sterben drehte. Im Jahr 2016 wurde er für den Film London Spy für den BAFTA Television Craft Award nominiert. Schließlich wurde er bei der Oscarverleihung 2024 für seine Arbeit an The Creator zusammen mit Erik Aadahl, Tom Ozanich, Ethan Van der Ryn und Dean A. Zupancic in der Kategorie Bester Ton nominiert.

## Filmografie (Auswahl)
- 1980: The Vatanen Touch (Kurzfilm)
- 1986: Born American
- 1986: Jake Speed
- 1988: Die vergessene Insel
- 1988: Olympus Force: The Key
- 1988: Dance with the Devil
- 1989: Er? Will! Sie nicht?
- 1990: Die Hure des Königs
- 1992: The Borrowers (Miniserie)
- 1993: Nights (Fernsehserie)
- 1992: The Comic Strip Presents... (Fernsehserie, 3 Folgen)
- 1994: Radetzkymarsch (Miniserie)
- 1995: The Turnaround
- 1996: Tashunga – Gnadenlose Verfolgung
- 1996: Nessie – Das Geheimnis von Loch Ness
- 1996: Kavanagh QC (Fernsehserie, 2 Folgen)
- 1997: McCallum – Tote schweigen nicht (Fernsehserie, 3 Folgen)
- 1997: Hospital! (Fernsehfilm)
- 1997: The Heart Surgeon
- 1997: Bring mir den Kopf von Mavis Davis
- 1997: Spice World – Der Film
- 1998: Kreuz und queer
- 1998: Ultraviolet (Fernsehserie)
- 1999: Mad Cows
- 1999: Kampf der Kobolde
- 1999: How Do You Want Me? (Fernsehserie, 12 Folgen)
- 2000: Sorted
- 2000: Essex Boys
- 2001: Die Mumie kehrt zurück
- 2001: Sweetnightgoodheart (Kurzfilm)
- 2001: South West 9
- 2001: Im Fadenkreuz – Allein gegen alle
- 2002: Legion of Horror
- 2002: Two Men Went to War
- 2003: Shanghai Knights
- 2004: Judas
- 2004: Gladiatress
- 2004: The Lazarus Child
- 2004: In 80 Tagen um die Welt
- 2004: Tunnel of Love (Fernsehfilm)
- 2004: Der Flug des Phoenix
- 2005: The Walk
- 2005: Mee-Shee: The Water Giant
- 2005: The Adventures of Greyfriars Bobby
- 2006: Das Omen (The Omen)
- 2006: Flyboys – Helden der Lüfte
- 2006: Es begab sich aber zu der Zeit...
- 2007: Hyperdrive (Fernsehserie, 6 Folgen)
- 2007: Saxondale (Fernsehserie, 4 Folgen)
- 2007: The Stronger (Kurzfilm)
- 2009: Radio Rock Revolution
- 2009: May Contain Nuts (Fernsehfilm)
- 2009: The Philantropist (Fernsehserie, 2 Folgen)
- 2009: Blood Creek (Town Creek)
- 2010: Made in Romania
- 2012: Song for Marion
- 2013: Stirb langsam – Ein guter Tag zum Sterben (A Good Day to Die Hard)
- 2013: Kick-Ass 2
- 2013: One Chance – Einmal im Leben
- 2014: Edge of Heaven (Fernsehserie, 2 Folgen)
- 2014: Die Frau in Schwarz 2 – Engel des Todes
- 2015: Spooks – Verräter in den eigenen Reihen
- 2015: Die Poesie des Unendlichen
- 2015: James Bond 007: Spectre (Spectre)
- 2015: London Spy (Fernsehserie, 5 Folgen)
- 2017: King Arthur: Legend of the Sword
- 2017: Am Strand
- 2017: Kingsman: The Golden Circle
- 2017: Die Damaskus Verschwörung – Spion zwischen den Fronten
- 2018: All the Devil’s Man
- 2019: Glam Girls – Hinreißend verdorben
- 2019: A Confession (Miniserie)
- 2020: We Hunt Together (Fernsehserie, 6 Folgen)
- 2020: Call the Midwife – Ruf des Lebens (Call the Midwife)
- 2023: The Creator

## Auszeichnungen
- 2016: BAFTA-Television-Craft-Award-Nominierung in der Kategorie Bester Ton für London Spy
- 2024: Oscar-Nominierung in der Kategorie Bester Ton für The Creator